# Caserne Forbin
La caserne Forbin est une ancienne caserne située à Aix-en-Provence, en France. Elle est vendue par l'État en 1981 et démolie. Ne demeurent que le portail inscrit  monument historique et la chapelle.

## Localisation
L'ensemble résidentiel qui a été construit à son emplacement est situé 15 boulevard Gambetta, à Aix-en-Provence.

## Historique
La caserne est appelée à l'origine « caserne d'Italie », car elle se trouve route d'Italie (devenue ensuite route Sainte-Anne, puis cours Gambetta). Le bâtiment est construit durant la 1re moitié du XVIIIe siècle de 1726 à 1734 et surélevé en 1776. Il sert de prison sous la Révolution. La caserne abrite différents régiments jusqu'en 1893, lorsqu'une nouvelle caserne est construite, devenue la caserne Miollis en 1911. Elle sert ensuite pour les classes des appelés, jusqu'à la fin des années 1960.
L'État vend la caserne Forbin en 1981. Une opération immobilière de grande ampleur fait surgir des ensembles résidentiels et de bureaux avec des commerces, le tout dans une architecture classique respectant l'histoire des lieux. Une partie du bâtiment central est préservée.
La porte d'entrée monumentale est conservée ; elle est inscrite au titre des monuments historiques en 1926. Elle est l'œuvre du sculpteur aixois Joseph Pellegrin. Elle est surmontée d'un bas-relief représentant deux anges portant un blason à triple lys surplombé d'un angelot tenant une couronne, sur fond de symboles militaires. On peut lire au-dessus de la porte l'inscription « La liberté ou la mort ». Deux petits canons sont scellés au pied de chaque côté.

Caserne Forbin
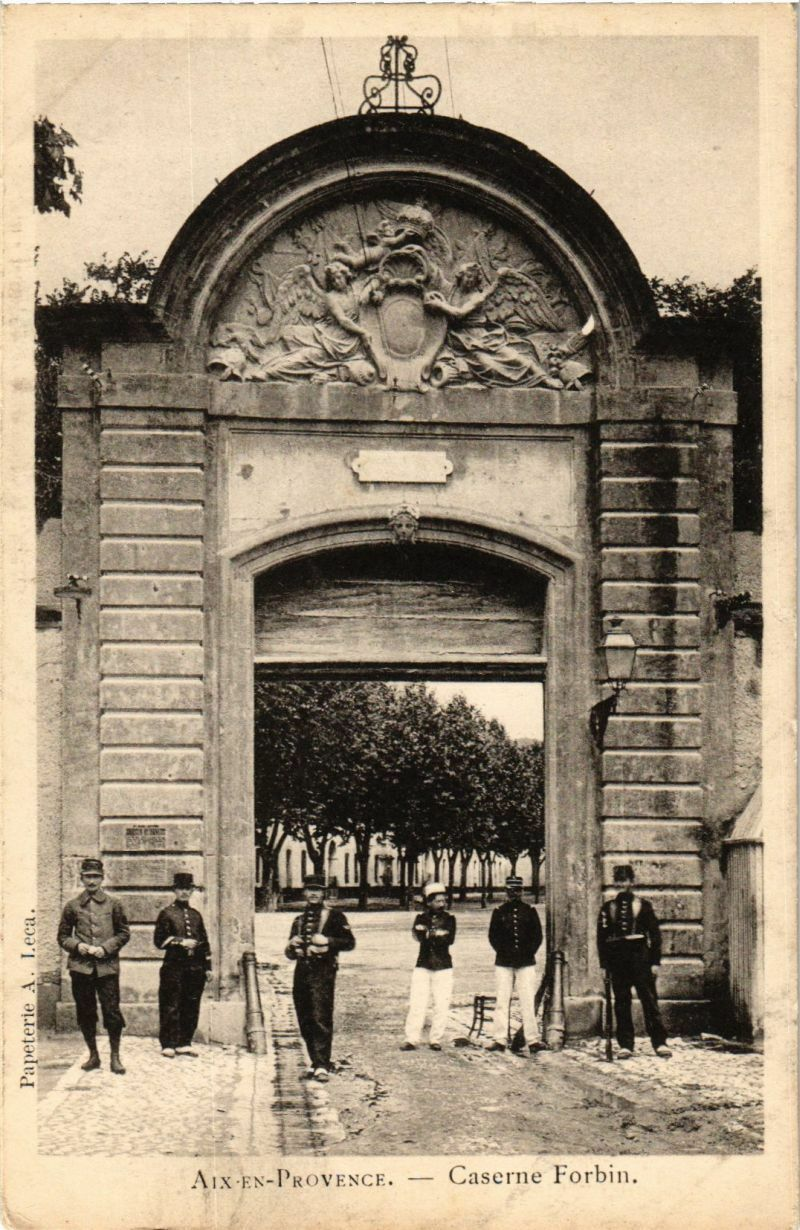
Portail, fin des années 1890.
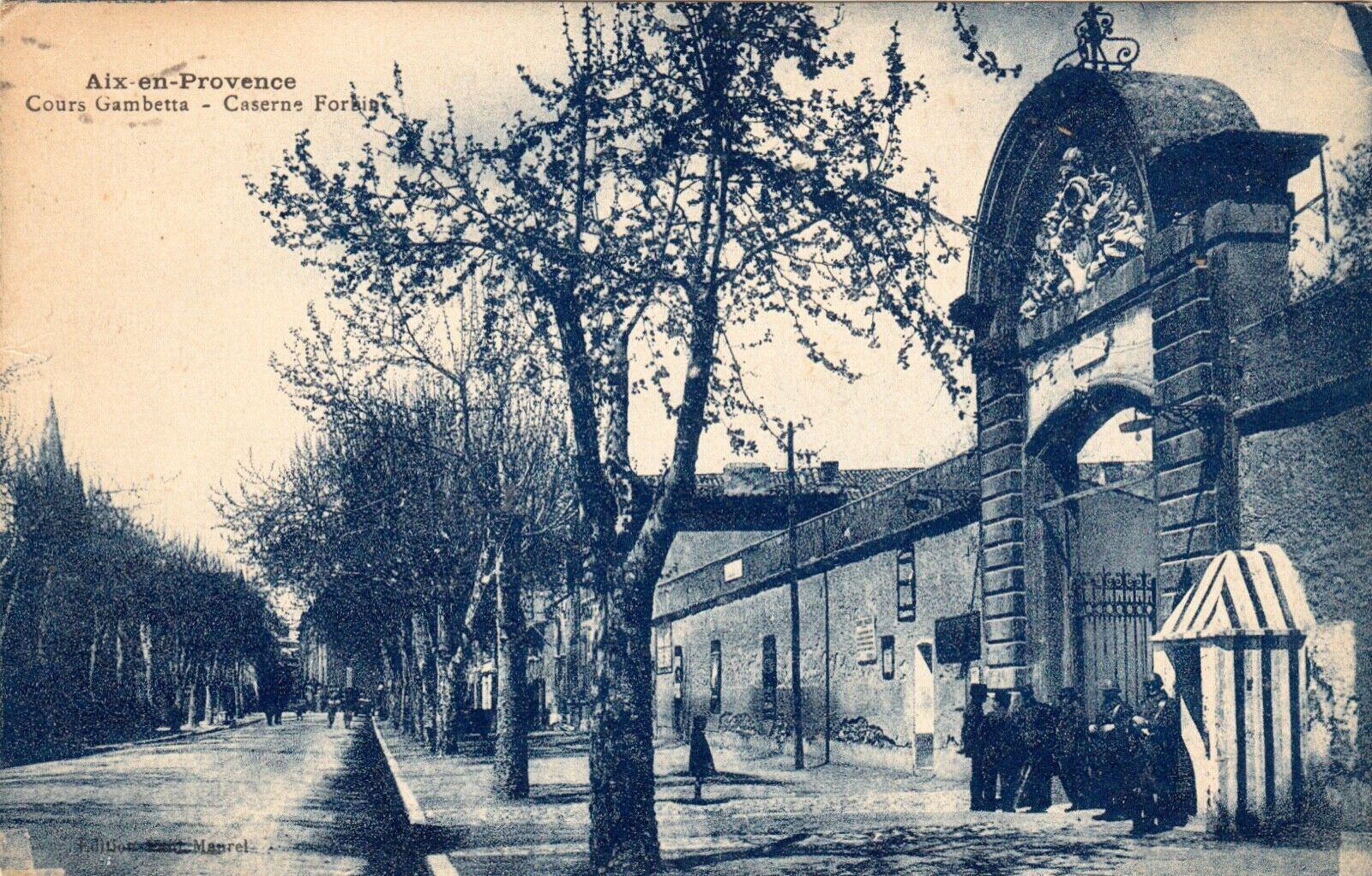
La caserne et le cours Gambetta vers 1900.
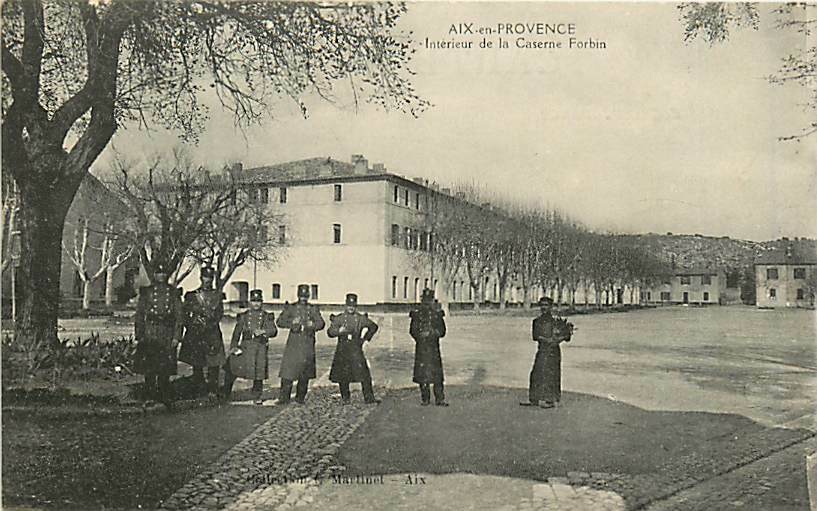
Vue de la caserne vers 1900.
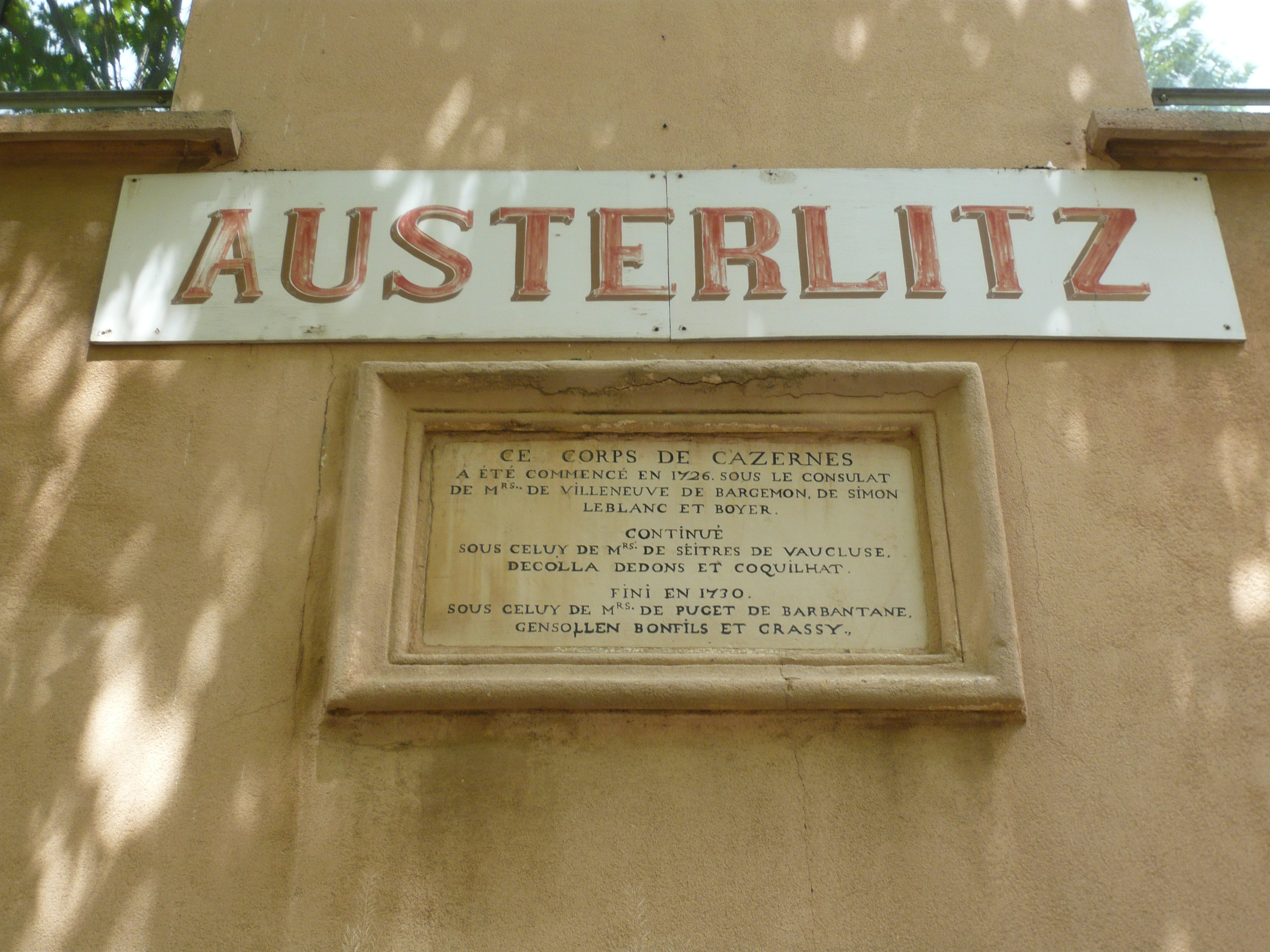
Bâtiment Austerlitz, 1726-1730.